# Manuel Esperón
Manuel Esperón González  (3 de agosto de 1911 - 13 de fevereiro de 2011) foi um compositor mexicano. Ele escreveu muitas músicas para filmes mexicanos.